# Reform (Alabama)
Reform es un pueblo ubicado en el condado de Pickens, Alabama, Estados Unidos. Tiene una población estimada, a mediados de 2021, de 1495 habitantes.

## Demografía

### Censo de 2020
Según el censo de 2020, en ese momento la localidad tenía 1520 habitantes. La densidad de población era de 73.29 hab./km².
| Raza                   | Núm. | Porc.  |
| ---------------------- | ---- | ------ |
| Afroamericanos         | 785  | 51.64% |
| Blancos                | 658  | 43.29% |
| De otras razas         | 22   | 1.45%  |
| De una mezcla de razas | 55   | 3.62%  |
| Total                  | 1520 | 100%   |

Del total de la población, el 2.17% eran hispanos o latinos de cualquier raza. 

### Censo de 2000
En el 2000, los ingresos promedio de los hogares eran de $20,625 y los ingresos promedio de las familias eran de $24,875. Los ingresos per cápita para la localidad eran de $11,429. Los hombres tenían ingresos per cápita por $27,019 contra los $16,827 que percibían las mujeres.

## Geografía
La localidad está ubicada en las coordenadas 33°22′42″N 88°1′2″O / 33.37833, -88.01722 (33.37826, -88.017273).
Según la Oficina del Censo, tiene un área total de 20.81 km², de los cuales 20.74 km² corresponden a tierra firme y 0.07 km² están cubiertos por agua.